# Juist
Juist (pron. [jyːst]; 16,43 km²; 1.500 ab. circa) è una delle sette isole abitate dell'arcipelago delle Frisone Orientali (Ostfriesische Inseln), gruppo di isole tedesche sul Mare del Nord, appartenenti al land Bassa Sassonia (Niedersachsen, Germania nord-occidentale).

Dal punto di vista amministrativo, l'isola è un comune del circondario di Aurich (targa: AUR), a cui appartengono anche le isole di Norderney e Baltrum.
L'isola è collegata alla terraferma da traghetti in partenza da Norddeich (sobborgo di Norden) e fa parte - come le altre isole dell'arcipelago - del Parco nazionale del Wattenmeer della Bassa Sassonia. È interdetta al traffico automobilistico. Il mezzo di trasporto prediletto è la bicicletta. Tutte le attività commerciali vengono servite usando rimorchi trainati da cavalli.

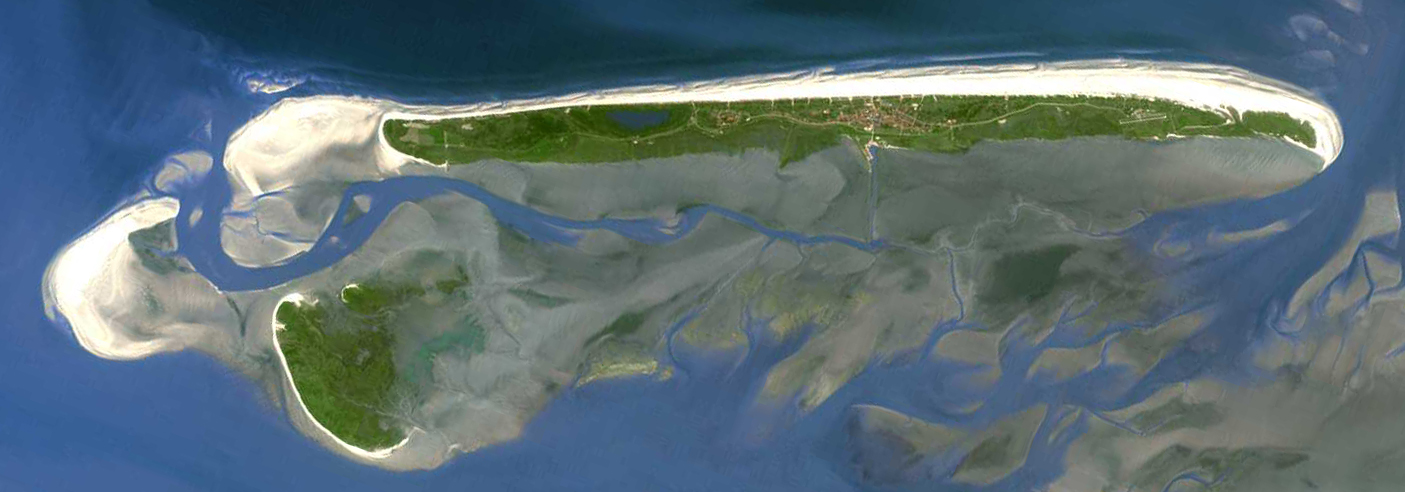
Juist: Veduta aerea

## Geografia fisica

### Collocazione
Considerando solo le isole abitate, Juist è la seconda isola dell'arcipelago partendo da ovest ed è situata tra le isole di Borkum (ad ovest di Juist) e Norderney, al largo della località di Norddeich.
A sud-ovest, si trova l'isolotto disabitato di Memmert.

### Dimensioni
L'isola, la cui superficie è di 16,43 km², è lunga 17 km e larga mediamente solo 500 m.

### Località (Ortsteile)
- Jui
- Loog

## Etimologia
Il nome dell'isola deriva probabilmente da güst = "non fertile", come fu infatti l'isola per diverso tempo.